# Toni Gardiner

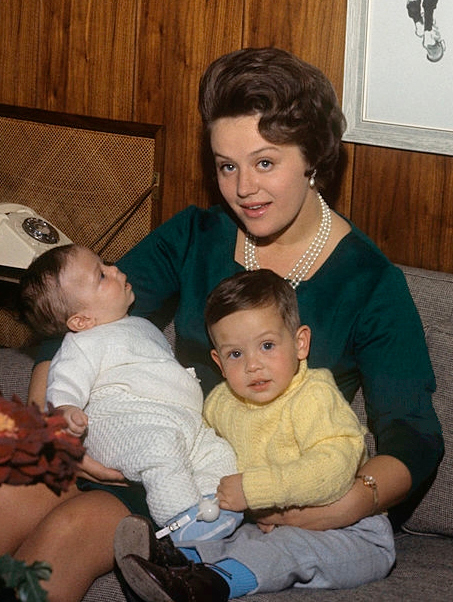
Prinses Moena met haar zoons Faisal en Abdoellah (1964)

Toni Gardiner (Chelmondiston (Engeland), 25 april 1941) was de tweede vrouw van koning Hoessein van Jordanië.
Gardiner was een gelauwerd hockeyster, typiste en dochter van een Brits legerofficier (luitenant-kolonel Walter Percy Gardiner). Ze trouwde met koning Hoessein op 25 mei 1961. Hierna kreeg ze op 30 januari 1962 de titel prinses Moena al-Hoessein. Ze kreeg vier kinderen met de koning:
- Abdoellah (1962, de huidige koning van Jordanië)
- Faisal (1963)
- Aisha (1968)
- Zein (1968)

In 1972 scheidden Gardiner en koning Hoessein.